# En man steg av bussen
En man steg av bussen är en kriminalroman från 2006 av Åke Axelsson. Boken utspelar sig 1971 och handlar om hur polisen utreder ett mord i Storuman.